# Сямук Родіон Валентинович
Родіон Валентинович Сямук (біл. Радзівон Валянцінавіч Сямук; нар. 11 березня 1989, Нововолинськ, Волинська область, УРСР) — український та білоруський футболіст, воротар клубу «Славія-Мозир».

## Життєпис
Народився в Україні, але розпочинав кар'єру в білоруському клубі «Динамо» (Берестя). У 2010 році виступав в оренді за пінську «Хвилю». Не зумівши пробитися в основний склад брестчан, у 2012 році поповнив склад мозирської «Славії», де був другим воротарем після Володимира Гаєва.
У 2013—2014 роках грав у білоруській Першій лізі за клуби «Граніт» та «Сморгонь», де був стабільним гравцем основи. У 2015 році виїхав до Польщі, де виступав за клуб четвертого дивізіону РОЛ.КО. У липні 2016 року повернувся в Білорусь, знову поповнивши склад «Граніту», де почав конкурувати за місце основного воротаря з Владиславом Василючком.
Після вильоту «Граніту» з Вищої ліги в січні 2017 року прибув на перегляд в «Славію» і незабаром підписав контракт. Напередодні початку сезону розглядався як другий воротар після Ісси Ндоя, але в зв'язку з травмами останнього Сямук нерідко з'являвся в стратавим складі, провівши 14 матчів у чемпіонаті сезону 2017 року.